# Łańcuch zębaty

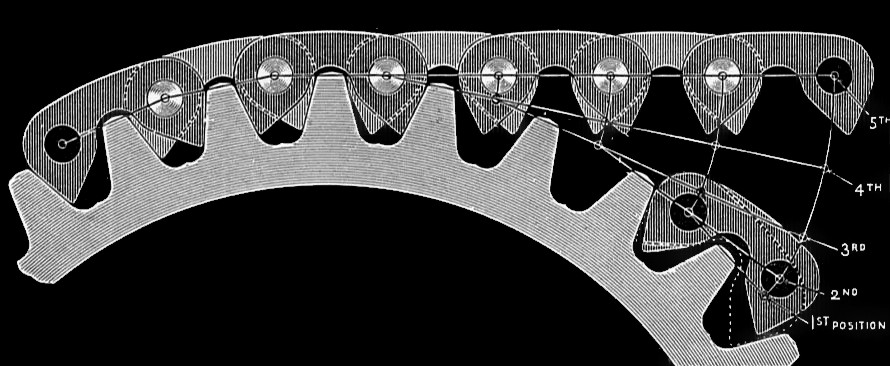
Współpraca łańcucha zębatego i koła zębatego

Łańcuch zębaty, zwany cichobieżnym, zmontowany z użyciem płytek z występami trapezowymi, zazębiających się z kołami uzębionymi. Mają one dodatkowe płytki prowadzące, wchodzące w wycięcia w zębach koła łańcuchowego i zabezpieczają łańcuch przed zsuwaniem się z koła. Łańcuchy zębate pracują cicho, zmniejszają skutki uderzeń oraz wykazują dużą sprawność.  